# Panellus stipticus
Panellus stipticus е често срещан и широко разпространен вид биолуминесцентна базидиева гъба. Въпреки че интензивността на нейната луминесценция обикновено е ниска в сравнение с много други биолуминесцентни организми, гъбата може да свети непрекъснато в продължение на дни, така че общата ѝ емисия е сравнима с тази на повечето ярко луминесцентни организми, като светулки.

## Разпространение и местообитание
Видът се среща в Азия, Австралия, Европа и Северна Америка, където расте на групи по пъновете и стволовете на широколистни дървета, особено бук, дъб и бреза.
Щамовете от източна Северна Америка обикновено са биолуминесцентни, но тези от тихоокеанските крайбрежни райони на Северна Америка и от други континенти не са.

## Описание
Обикновено гъбата съществува невидима под формата на нишковидни вегетативни мицелови клетки, обитаващи гниеща дървесина, и само когато са постигнати подходящи условия на околната среда за температура, влага и хранителни вещества, гъбата произвежда репродуктивни плодни тела. Шапката на плодовото тяло е с форма на бъбрек или мида, с размери от 12 – 32 на 12 – 25 мм. По нейните ръбове са разположени малки заоблени зъби, които са леко извити навътре. Повърхността на шапката е суха и покрита с малки фини власинки, които ѝ придават вълнеста консистенция. Цветовете на пресните плодове варират от жълтеникаво-оранжево до светлокафяво.
Стеблото е с дължина от 6 до 12 мм и дебелина от 3 до 8 мм, и е по-тясно в основата, където се прикрепва към основата. То е мътнобялото и е покрито с дребни влакна, подобни на коприна.
Плодовите тела нямат характерна миризма. Месото е тънко, жилаво и тъмно-жълтокафяво до кремаво.